# Labessière-Candeil
Labessière-Candeil (okzitanisch La Becièira de Candelh) ist eine französische Gemeinde mit 726 Einwohnern (Stand 1. Januar 2022) im Département Tarn in der Region Okzitanien. Labessière-Candeil gehört zum Arrondissement Albi und zum Kanton Les Deux Rives. Die Bewohner werden Labesserins und Labesserines genannt.

## Geographie
Labessière-Candeil liegt in der Région naturelle Gaillacois, etwa 51 Kilometer ostnordöstlich von Toulouse und etwa 18 Kilometer südwestlich von Albi. Das Gemeindegebiet wird vom Fluss Agros durchquert und außerdem vom Bach Agouyre, dem Bach Lenjou und verschiedenen anderen kleinen Wasserläufen entwässert.
Umgeben wird Labessière-Candeil von den Nachbargemeinden Lasgraisses im Norden, Sieurac im Osten und Nordosten, Montdragon im Südosten, Graulhet im Süden, Busque im Westen und Südwesten, Peyrole im Westen sowie Cadalen im Nordwesten.

## Geschichte
1255 wurde die Bastide zu Labessière-Candeil gegründet und erbaut.

### Bevölkerungsentwicklung

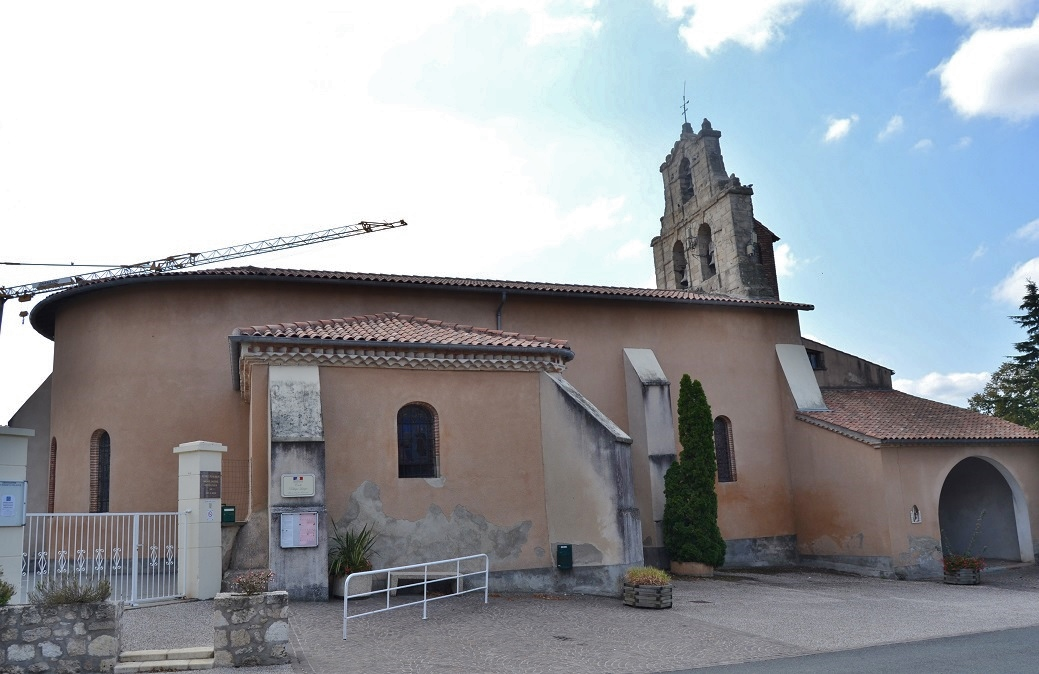
Pfarrkirche Sainte-Anne

| 1962                       | 1968 | 1975 | 1982 | 1990 | 1999 | 2006 | 2013 | 2020 |
| -------------------------- | ---- | ---- | ---- | ---- | ---- | ---- | ---- | ---- |
| 531                        | 594  | 553  | 692  | 736  | 674  | 725  | 722  | 758  |
| Quellen: Cassini und INSEE |      |      |      |      |      |      |      |      |

## Sehenswürdigkeiten
- Pfarrkirche Sainte-Anne
- Zisterzienserkloster Candeil, um 1150 gegründet, 1791 aufgelöst
- Das Schloss Serres ist im 15. bis 16. Jahrhundert in der Nähe des Klosters errichtet worden. Es bildete die Sommerresidenz der Kommendataräbte und ist seit 1980 in Teilen als Monument historique klassifiziert, in restlichen Teilen eingeschrieben.